# Predatoroonops
Predatoroonops é um gênero de aranhas da subordem araneomorphae pertencente a família Oonopidae. As espécies dessa família foram identificadas após seis anos de pesquisa de cientistas do Instituto Butantan, sendo esta a maior contribuição do Brasil para o projeto internacional Inventário da Biodiversidade do Planeta (PBI na sigla em inglês). Essas aranhas caracterizam-se por suas quelíceras singulares, com diversas articulações. Estas características estão presentes apenas nos machos da espécie, e ainda é necessário um aprofundamento no estudo desse gênero para descobrir para quê essas aranhas as usam. Acredita-se que seja para liberação de feromônio ou para prender a fêmea durante a cópula, além de poderem ser usadas como arma de briga entre os machos, ainda que isso seja pouco comum entre aranhas. As aranhas desta espécie variam de 1,8 mm a 2,1 mm. Essas aranhas habitam geralmente a serrapilheira, a camada de folhas mortas que recobrem o solo das florestas tropicais. 
O nome desse gênero deriva do filme O Predador de 1987, pois as quelíceras dessas aranhas lembram a criatura antagonista do filme. O nome das espécies é uma referência aos personagens do filme.

## Lista de espécies
- Predatoroonops anna Brescovit, Rheims & Bonaldo, 2012
- Predatoroonops billy Brescovit, Rheims & Ott, 2012
- Predatoroonops blain Brescovit, Rheims & Ott, 2012
- Predatoroonops chicano Brescovit, Rheims & Santos, 2012
- Predatoroonops dillon Brescovit, Rheims & Bonaldo, 2012
- Predatoroonops dutch Brescovit, Rheims & Bonaldo, 2012
- Predatoroonops maceliot Brescovit, Rheims & Ott, 2012
- Predatoroonops mctiernani Brescovit, Rheims & Santos, 2012
- Predatoroonops olddemon Brescovit, Rheims & Santos, 2012
- Predatoroonops peterhalli Brescovit, Rheims & Santos, 2012
- Predatoroonops phillips Brescovit, Rheims & Santos, 2012
- Predatoroonops poncho Brescovit, Rheims & Ott, 2012
- Predatoroonops rickhawkins Brescovit, Rheims & Bonaldo, 2012
- Predatoroonops schwarzeneggeri Brescovit, Rheims & Ott, 2012
- Predatoroonops vallarta Brescovit, Rheims & Bonaldo, 2012
- Predatoroonops valverde Brescovit, Rheims & Ott, 2012
- Predatoroonops yautja Brescovit, Rheims & Santos, 2012

## Publicação original
- Brescovit, Bonaldo, Santos, Ott & Rheims, 2012 : The Brazilian goblin spiders of the new genus Predatoroonops (Araneae, Oonopidae). Bulletin of the American Museum of Natural History, n. 370, p. 1-68 (texto integral).